# Qu'il est dur d'être farceur, d'aimer la musique pop et les films d'horreur quand on a un père qui se présente aux élections
Pour plus de détails, voir Fiche technique et Distribution.
Qu'il est dur d'être farceur, d'aimer la musique pop et les films d'horreur quand on a un père qui se présente aux élections (Morgan Stewart's Coming Home) est un film américain sorti en 1987.

## Synopsis
Il y a bien longtemps que Morgan Stewart a été « oublié » par ses parents dans un collège pour gosses de riches. 
Lorsque le publicitaire qui s'occupe de la carrière politique de son père vient à penser que, pour les prochaines élections, il faut cibler « famille », Tom et Nancy Stewart sont bien obligés de rappeler leur fils à la maison. Ravi de retrouver ses parents, Morgan ne va pourtant pas tarder à déchanter. Car lorsqu'on est le fils d'un futur sénateur, on n'a pas le droit d'aimer les films d'horreur et encore moins celui de fréquenter n'importe qui ! Sa mère, véritable "femme de fer", s'est d'ailleurs mis en tête de refaire son éducation.

## Fiche technique
- Titre : Qu'il est dur d'être farceur, d'aimer la musique pop et les films d'horreur quand on a un père qui se présente aux élections
- Titre original : Morgan Stewart's coming home
- Réalisation : Paul Aaron, Terry Winsor
- Scénario : Ken Hixon et David N. Titcher
- Date de sortie : 1987
- Film américain
- Genre : comédie
- Durée : 89 minutes

## Distribution
- Jon Cryer
- JD Cullum
- Robert Sedgwick
- Nicholas Pryor